# Corinthians-Itaquera (métro de São Paulo)
Corinthians–Itaquera, terminus intermodal Corinthians–Itaquera, gare d'Itaquera ou Itaquera est un terminus des transports de la ville de São Paulo qui réunit dans un même espace une station de métro, une gare CPTM et un terminus d'autobus SPTrans.

## Gare et station de métro
Corinthians - Itaquera ou simplement Itaquera est une gare qui fait partie du système de trains métropolitains de la CPTM et du métro de São Paulo.
Corinthians - Itaquera porte ce nom car elle est située dans le quartier d'Itaquera, à São Paulo, à proximité de la Neo Química Arena (ancienne Arena Corinthians). Il y a aussi une connexion à Poupatempo d'Itaquera et au Shopping Metrô Itaquera à proximité. Elle est située sur l'avenida Projetada, 1900.

## Histoire

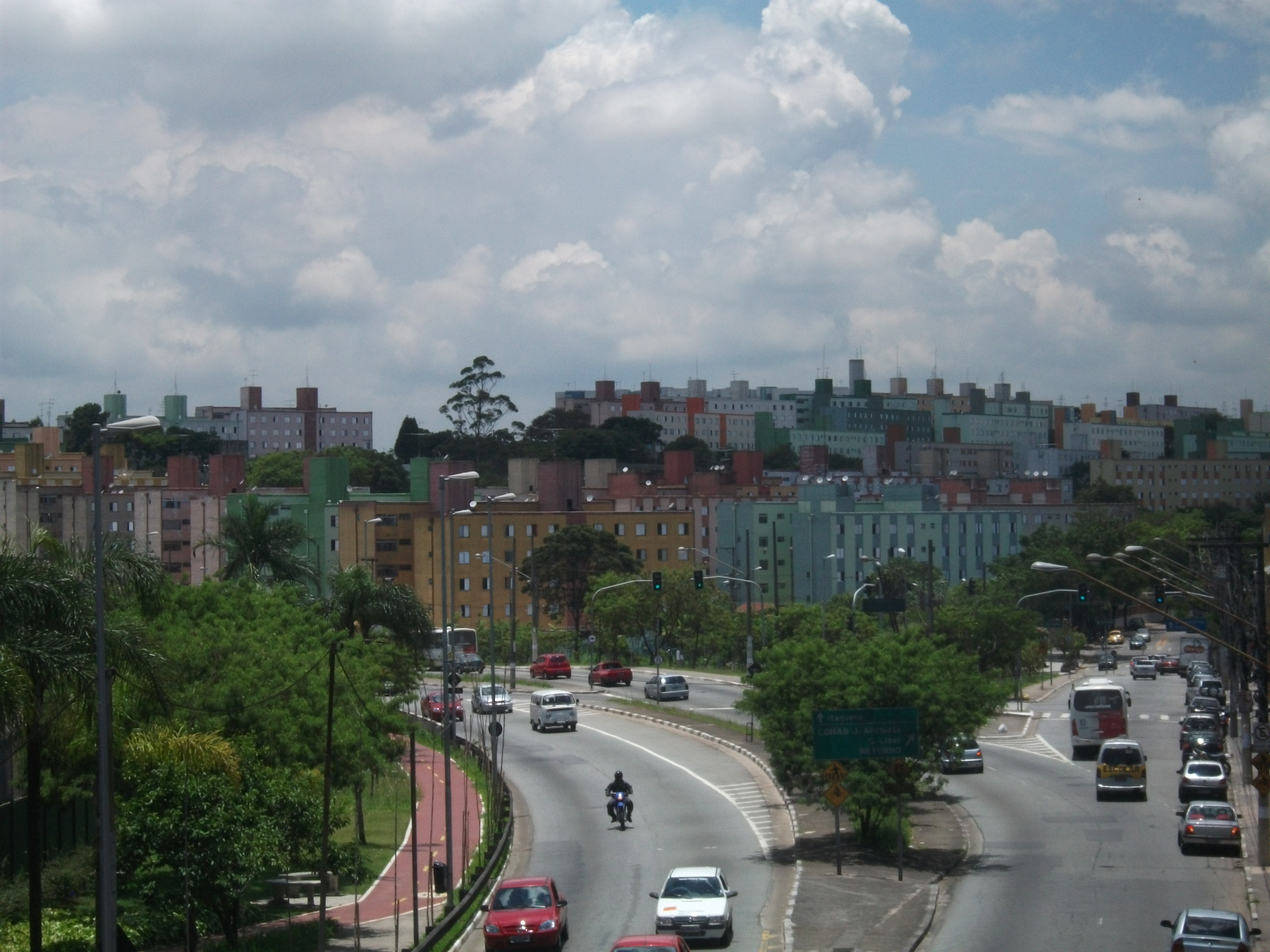
Grand ensemble Padre Manuel da Nóbrega, mis en œuvre par Cohab-SP dans la région d'Itaquera.

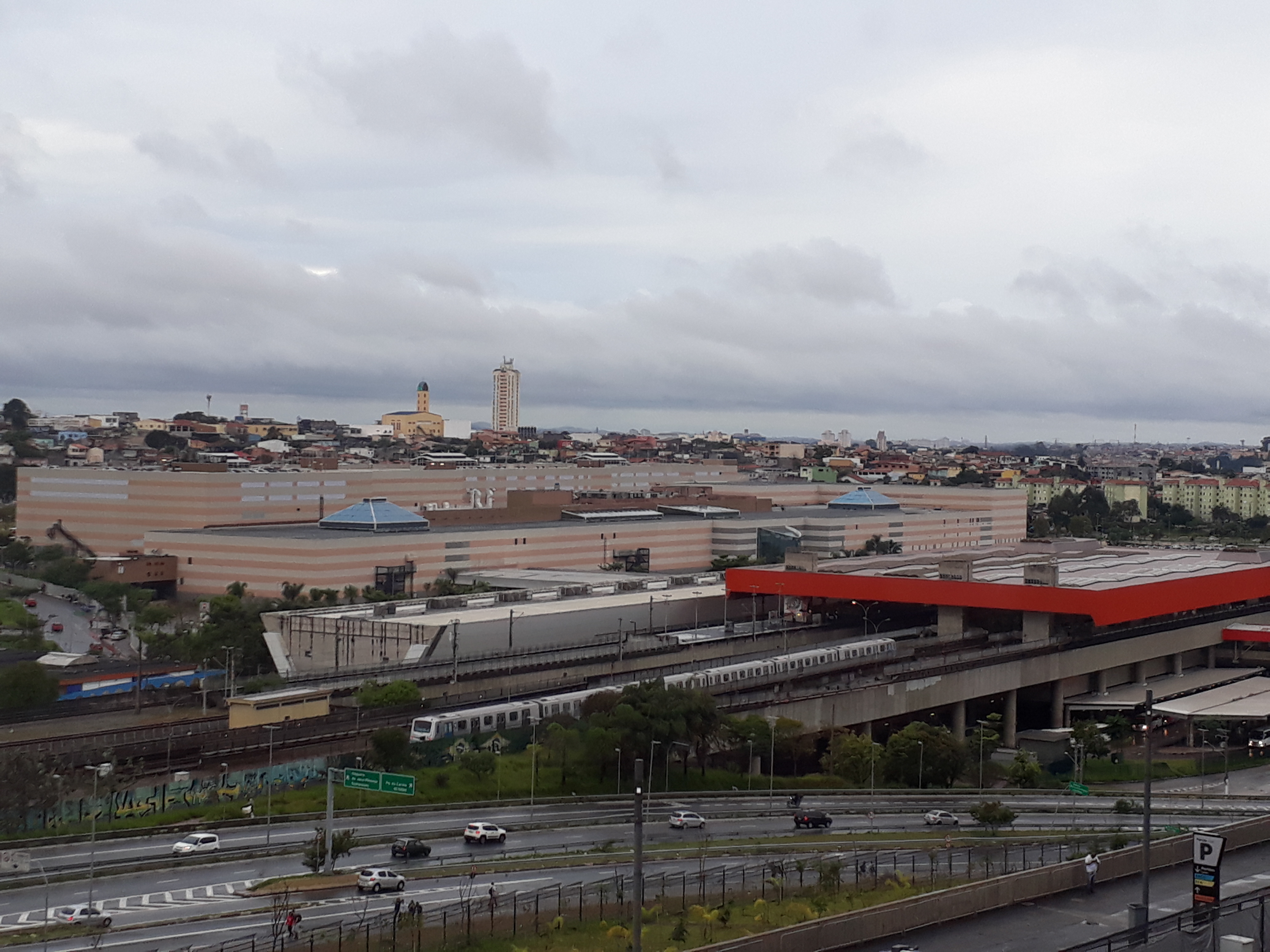
De droite à gauche: station Corinthians Itaquera, Poupatempo Itaquera et Shopping Metrô Itaquera.

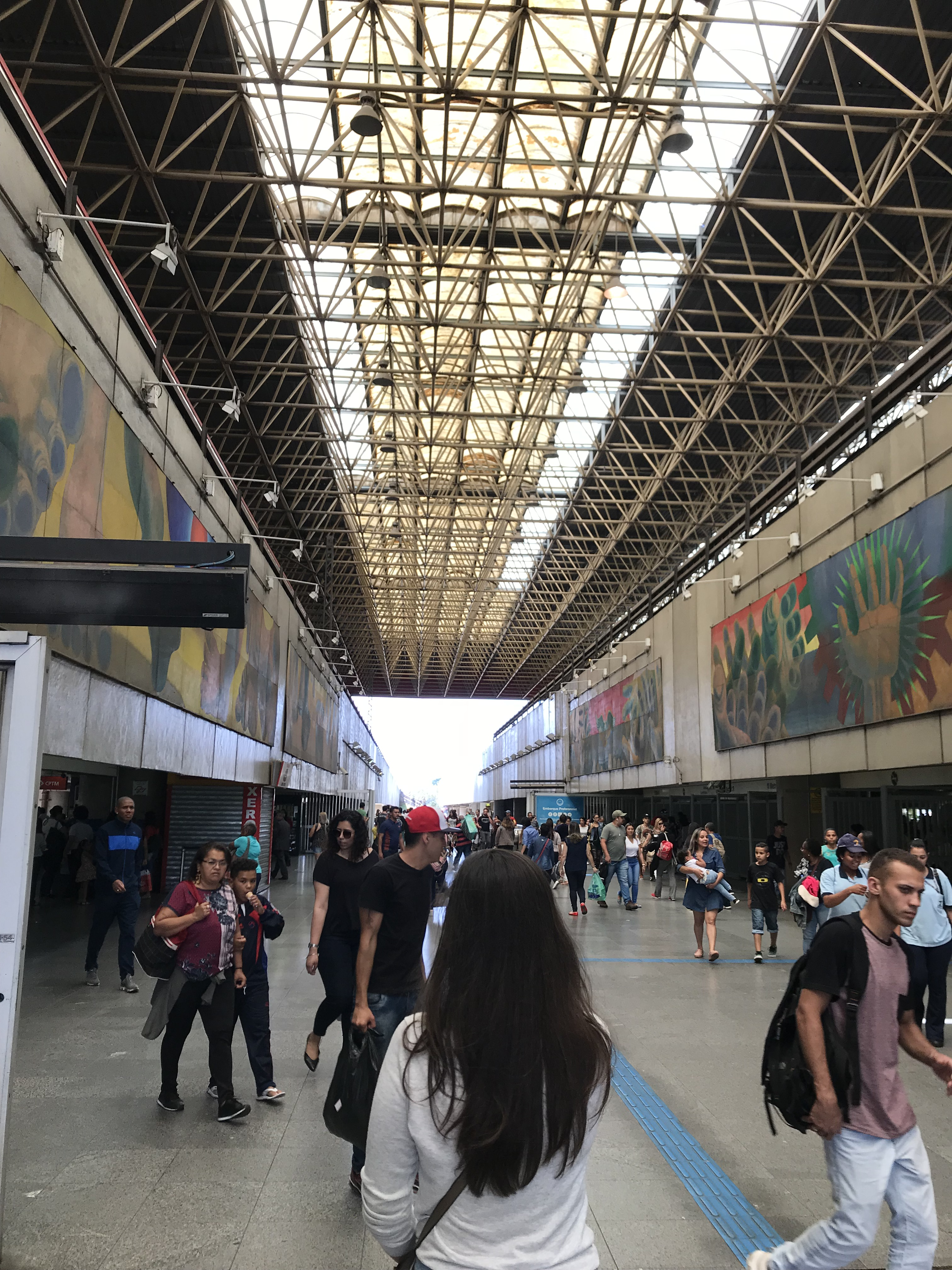
Mezzanine de la station, avec accentuation par les panneaux intitulés Catedral do Povo 1, de Gontran Guanaes Netto.

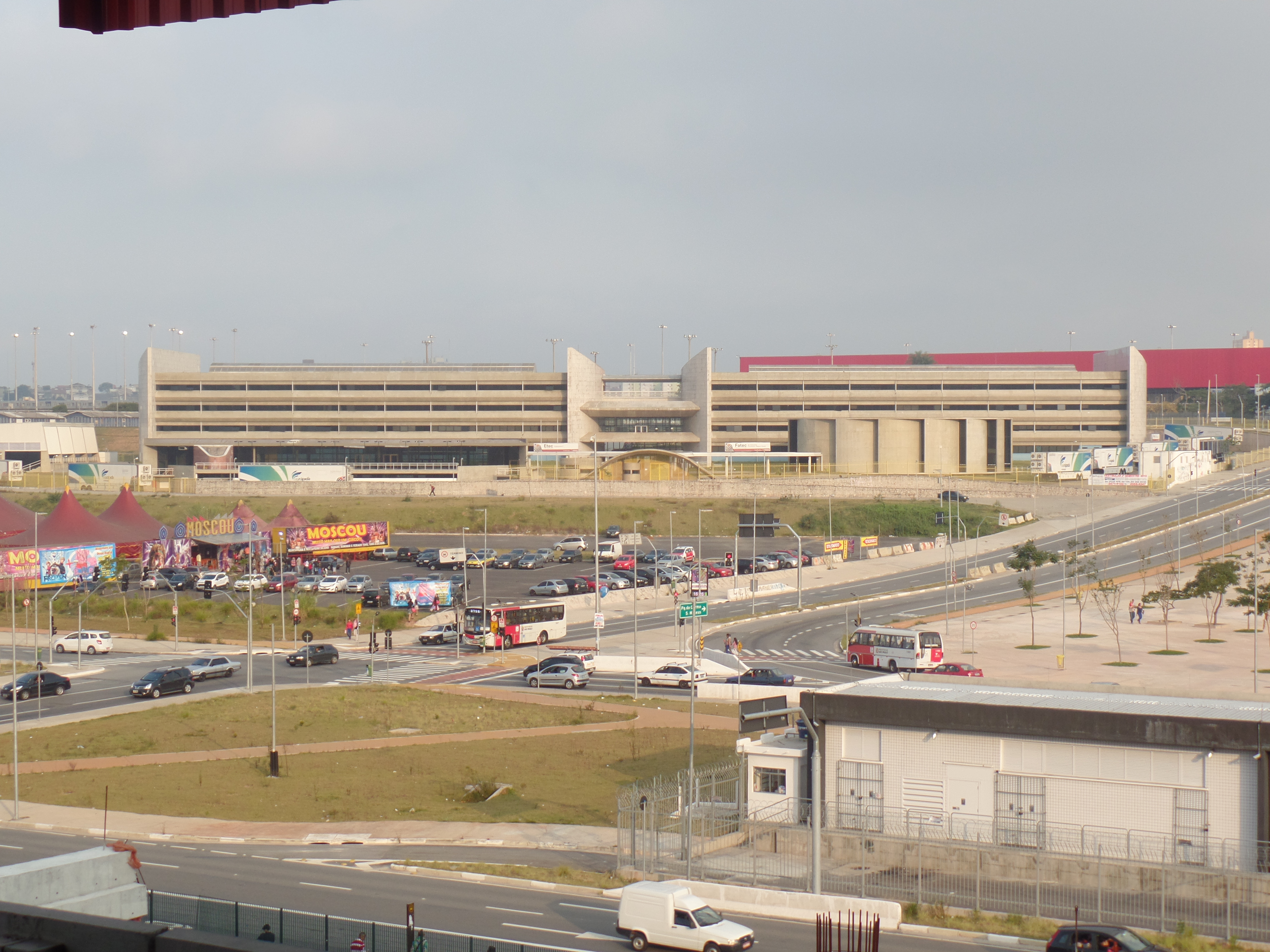
Vue de la Faculté de technologie (Fatec) Itaquera, construite dans une zone à l'origine expropriée par le métro dans les années 1970.

Entre 1973 et 1976, un groupe composé de membres de la mairie de São Paulo (DSV, Métro, Cohab et Emurb), de l'état (Fepasa, Transesp) et du gouvernement fédéral (Rede Ferroviária Federal SA) ont discuté le projet de Ligne Est-Ouest du métro de São Paulo. Initialement prévu pour rejoindre Poá ou Suzano à l'est (par la simple conversion des lignes suburbaines RFFSA en métro de surface), le projet final de la ligne a fini par avoir son terminal est à Itaquera, avec la construction de routes parallèles à celles de la RFFSA.
Pour l'implantation de la ligne Est - Ouest, une grande surface était nécessaire pour mettre en place des ateliers, des manœuvres et de l'entretien du métro, dont le projet prévoyait l'utilisation de 772 mille mètres carrés. En conséquence, la Companhia do Metropolitano a choisi d'installer l'atelier dans une zone de parcelles vides ouest du centre d'Itaquera.

## Intégrations
La station de la Ligne 3 - Rouge du métro de São Paulo et la gare de la Ligne 11 - Corail de la CPTM ont des transferts entre eux, sauf heures spéciales, du lundi au vendredi de 10h à 17h et de 20h à minuit, le samedi de 15h à 1h et les dimanches et jours fériés l'intégration gratuite est toute la journée.